# Gordura poli-insaturada
Na nutrição, a gordura poli-insaturada é um ácido graxo com mais de uma ligação dupla na sua molécula. As mais importantes para os seres humanos são as ligações das famílias Ômega 3 e 6, por serem moléculas essenciais na nutrição, já que não podem ser sintetizadas pelo organismo. As ligações Ômega 3 são encontradas em peixes de água fria, frutos do mar, em óleo de linhaça, canola e sementes de Cânhamo. Já os ricos em Ômega 6 são: óleos de soja, milho, girassol e sementes oleaginosas. 